# Sofia Montaner Arnau
Sofia Montaner i Arnau (Ossera, 10 de març de 1908 - 14 de desembre de 1996) fou una trementinaire catalana i la darrera que va exercir aquest ofici.

## Biografia
Sofia Montaner va néixer a Ossera, a la Vall de la Vansa, el 10 de març de 1908. Als 10 anys, va iniciar-se en l'ofici de trementinaire (anar pel món) de la mà de la seva àvia i després amb la seva mare. També va anar a servir a Terrassa. El seu pare tenia un ramat no transhumant, però el va perdre durant la Guerra Civil.
L'any 1936 es va casar amb Miquel Borrell, del mateix poble, fill de trementinaire. En Miquel havia anat pel món amb la seva mare perquè no tenia cap filla. El seu pare treballava al bosc i anava a segar. En Miquel també va fer durant molt de temps de segador i de llenyataire. Després de la guerra, Sofia va exercir l'ofici de trementinaire amb la seva sogra, amb les dues filles grans separadament, amb noies llogades, amb una dona del seu poble de la mateixa edat, i finalment amb el seu marit, amb qui va viatjar fins al 1982. Aquest és un dels pocs casos en què un home va exercir l'ofici. Sofia va fer el darrer viatge el 1984 quan tenia 73 anys.
Sofia Montaner va morir el 14 de desembre de 1996 a La Seu d’Urgell

## Llegat
El desembre de 1998 es va inaugurar a Tuixent el Museu de les Trementinaires, un homenatge a aquestes dones valentes i una nova contribució post mortem a les transformacions econòmiques, culturals i socials de la vall de la Vansa.